# Лорен Холи
Лорен Холи (енгл. Lauren Holly; Бристол, Бристол, 28. октобар 1963) америчка је глумица.
Холијева је најпознатија по улози директорке Џенифер Шепард у ТВ серији Морнарички истражитељи.